# Kotgaun
Kotgaun (en népalais : कोटगाउँ) est un comité de développement villageois du Népal situé dans le district de Rolpa. Au recensement de 2011, il comptait 4 155 habitants.